# 奈良县立医科大学护理短期大学部
奈良县立医科大学护理短期大学部（日语：／ Narakenritsu Ika Daigaku Kango Tanki Daigakubu *），简称看短，是过去一所位于日本奈良县橿原市的公立短期大学。

## 概要

### 简介
- 学校最早可以追溯到1947年[1]。短期大学为于1996年开办[1]、由奈良县经营、招生到2003年、停办于2007年[2]。为男女同校从开办。

### 历史
- 1996年 奈良县立医科大学护理短期大学部成立并同时设置一个学科即护理学科。
- 1999年 助产学专攻成立于专科。
- 2003年 最后一年招生、次年停止招生（正式停办于2007年3月30日[2]）。

## 学校环境
- 校区：在了奈良县橿原市[注 1]

## 历任校长
- 辻井正：第一代短期大学校长[3]。

## 组织

### 学科
- 护理学科

### 专科
| - 助产学专攻 |

### 业余课程
| - 没有 |

## 相关链接
- 日本短期大学列表